# إبراهيم عثمان (لاعب كرة قدم مواليد 1999)
إبراهيم عثمان (بالإنجليزية: Ibrahim Usman)‏ هو لاعب كرة قدم نيجيري في مركز الدفاع، ولد في 23 يوليو 1999 في لاغوس في نيجيريا. لعب مع سياتل ساوندرز.

## وصلات خارجية
- إبراهيم عثمان (لاعب كرة قدم مواليد 1999) على موقع قاعدة بيانات كرة القدم.إي يو (الإنجليزية)
- إبراهيم عثمان (لاعب كرة قدم مواليد 1999) على موقع Soccerway.com (الإنجليزية)